# Hymenophyllum hemidimorphum
Hymenophyllum hemidimorphum är en hinnbräkenväxtart som beskrevs av Robbin C. Moran, Bao-kun Zhang och Øllg. Hymenophyllum hemidimorphum ingår i släktet Hymenophyllum och familjen Hymenophyllaceae. Inga underarter finns listade.